# Beau Belga
Beau Michael Vincent Belga (Gubat, 4 febbraio 1988) è un cestista filippino.

## Carriera
Con le Filippine ha disputato i Giochi asiatici di Giacarta 2018.